# Eriothrix apenninus
Eriothrix apenninus is een vliegensoort uit de familie van de sluipvliegen (Tachinidae). De wetenschappelijke naam van de soort is voor het eerst geldig gepubliceerd in 1862 door Rondani.